# Ramón Santiago
Ramón D. Santiago (nacido el 31 de agosto de 1979 en Las Matas de Farfán) es un exinfielder dominicano que jugó en las Grandes Ligas para varios equipos. Actualmente es entrenador de los Detroit Tigers.
Pasó la mayor parte de su carrera en las mayores en el campocorto, pero también se desempeñó en la segunda base. Santiago jugó para los Tigres de 2002 a 2003, con los Marineros de Seattle de 2004 a 2005, Detroit Tigers] de 2006 a 2013 y Cincinnati Reds en 2014.

## Carrera

### Ligas menores
Durante las dos temporadas de Santiago con los Marineros, jugó sólo 27 partidos con ellos, pasando la mayor parte de su tiempo en las ligas menores con el equipo de Triple-A, Tacoma Rainiers. Mientras jugaba para los Rainiers, Santiago fue seleccionado como el MVP del equipo y Best Glove en 2005. También fue seleccionado como el Top Second Baseman de Triple-A en la Pacific Coast League. Sin embargo, Santiago fue liberado después de la temporada 2005.

### Grandes Ligas

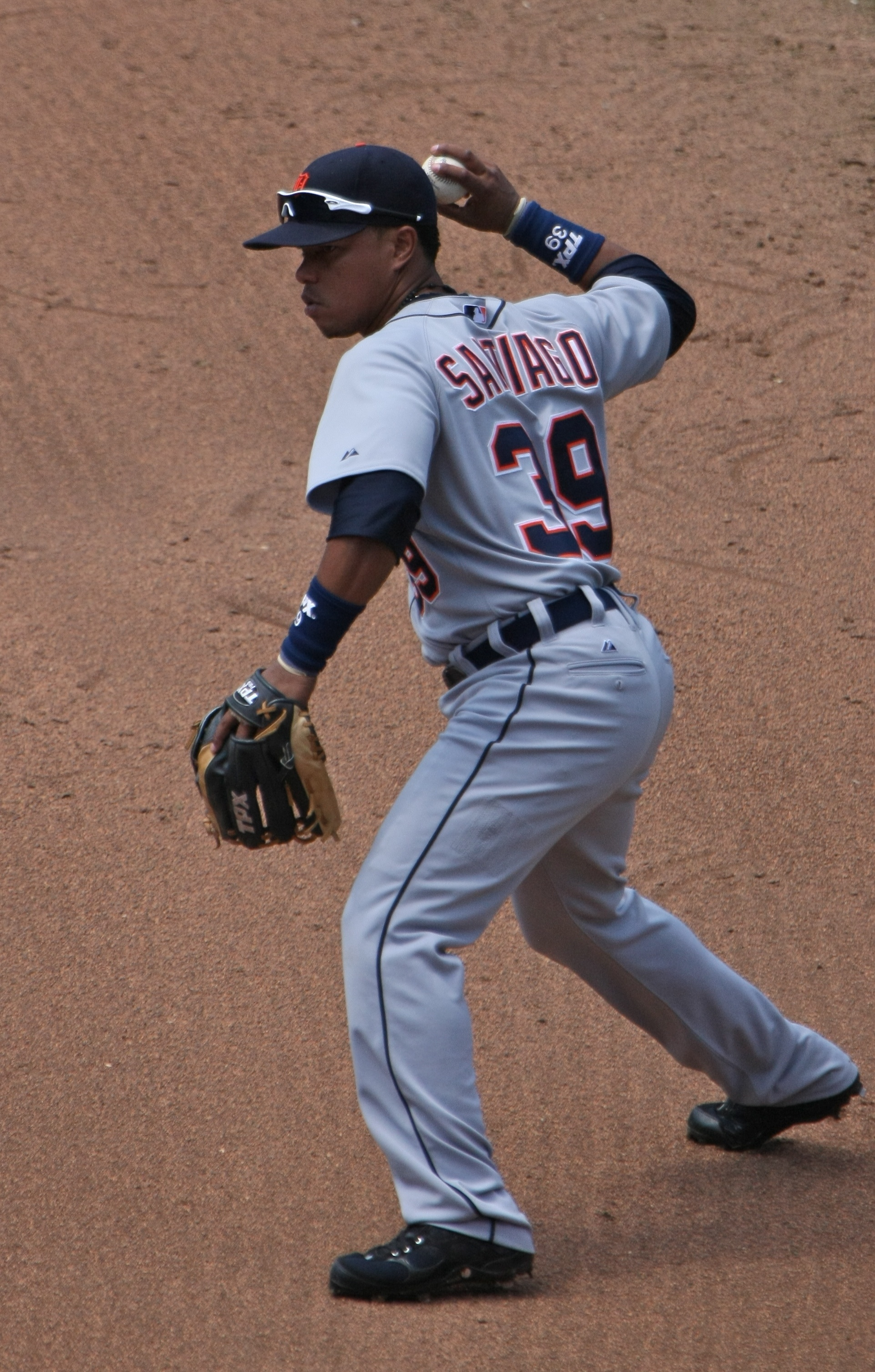
Santiago jugando para los Tigres de Detroit.

Santiago hizo su debut en Grandes Ligas con los Tigres de Detroit en el 2002. Se utilizó principalmente como refuerzo, aun así fue seleccionado Topps All-Star Rookie Rosters. Durante su temporada de novato, Santiago bateó sus primeros jonrones como primer bate en días consecutivos (3 de junio y 4 de junio de 2002). En el juego del 3 de junio, pegó a un segundo jonrón en el séptimo inning.
En 2003, Santiago asumió el papel de campocorto de los Tigres. Sin embargo, Santiago fue canjeado junto con Juan González a los Marineros de Seattle a cambio de Carlos Guillén. Durante dos temporadas con los Marineros jugó en sólo 27 partidos, pasando la mayor parte de su tiempo en las ligas menores con el equipo Triple-A Tacoma Rainiers. Mientras jugaba para los Rainiers, Santiago fue seleccionado como MVP del equipo y Best Glove (Mejor Guante) en el 2005. También fue seleccionado como el 2005 Top Second Baseman de la Pacific Coast League. Sin embargo, Santiago fue liberado después de la temporada 2005. Volvió a firmar con los Tigres como agente libre para la temporada 2006.
Uno de los mejores torpederos fildeadores en las Grandes Ligas, Santiago jugó en 43 partidos de temporada regular y fue titular en 18 juegos de los Tigres en su temporada de campeones de la Liga Americana en 2006. Jugó el campocorto, segunda base y tercera base y no cometió error en 205 innings y dos tercios de juego. Santiago fue el campocorto titular en el Juego 1 y 2 de la Serie Mundial de 2006.
Santiago jugó en 101 partidos, sobre todo en la segunda base, y bateó para.260. Sus momentos más destacados incluye un walk-off home run el 30 de agosto, que dio a los Tigres una victoria de 2-1 sobre los Reales de Kansas City en la parte baja del inning 10. También impulsó la carrera del triunfo con un triple el 13 de junio en un juego contra los Rays de Tampa Bay.

#### Cincinnati Reds
El 30 de enero de 2014 firma contrato de liga menor con los Cincinnati Reds. El 30 de marzo fue subido al equipo grande. El 27 de septiembre, conectó un grand slam con salida en la 13.ª entrada contra el lanzador de los Pittsburgh Pirates, Bobby LaFromboise, en lo que sería el último turno al bate de la carrera de Santiago en las Grandes Ligas. Eligió la agencia libre el 30 de octubre de 2014.

#### Toronto Blue Jays
Santiago firmó un contrato de ligas menores con los Toronto Blue Jays el 30 de enero de 2015. Durante un juego de entrenamiento de primavera contra los Bravos de Atlanta el 15 de marzo, Santiago se rompió la clavícula izquierda. Quedó en libertad el 30 de marzo. Los Azulejos volvieron a firmarlo con un contrato de ligas menores el 6 de abril. Comenzó la temporada en la lista de lesionados de los Buffalo Bisons de Triple-A,  y fue puesto en libertad el 24 de julio.

### LIDOM
Ramón jugó para los Gigantes del Cibao en la Liga Dominicana en 2009 y 2010. Llevó al equipo a un segundo puesto en el campeonato de la liga en 2010 y se le pidió que jugara en el shortstop por los Leones del Escogido en la Serie del Caribe, en la cual ganó el equipo dominicano y Ramón bateó.316 en el plato.
Fue firmando en 2016 en la LIDOM por los Toros del Este, adquirido desde los leones del escogido. El equipo lo dejó en libertad. 
Desde entonces ha sido campeón en dos ocasiones con Leones del Escogido  (2011-2012, 2012-2013).